# Tibor Schön
Tibor Moses Schön (hebräisch טִיבּוֹר מֹשֶׁה שֶיְן Ṭībōr Mošeh Šejn; geboren am 8. September 1911 in Raab, Österreich-Ungarn, gestorben am 11. April 1984 in Haifa, Israel) war ein israelischer Architekt ungarischer Herkunft. Er baute vor allem von Mitte der 1930er Jahre bis zu seinem Tode Wohn- und Gewerbebauten im Großraum Haifa. In jungen Jahren war er in Ungarn wie in Palästina als Wassersportler erfolgreich und gewann nationale Wettkämpfe.

## Leben
Tibor Schön kam 1911 als Sohn des Kaufmanns Artúr Schön (1882–1944) und seiner Gattin Ilona, geborene Brúder (1883–1944), in Győr zur Welt. Tibor Schön hatte einen älteren Bruder, Bernát (1909–1989), und eine jüngere Schwester, Else (1914–1994; verh. Rotter). Sie wuchsen in bürgerlicher Familie auf, die seit drei Generationen am Ort lebte. Die Mutter stammte aus Keléd und prägte ihre Kinder durch ihre musischen Begabungen.

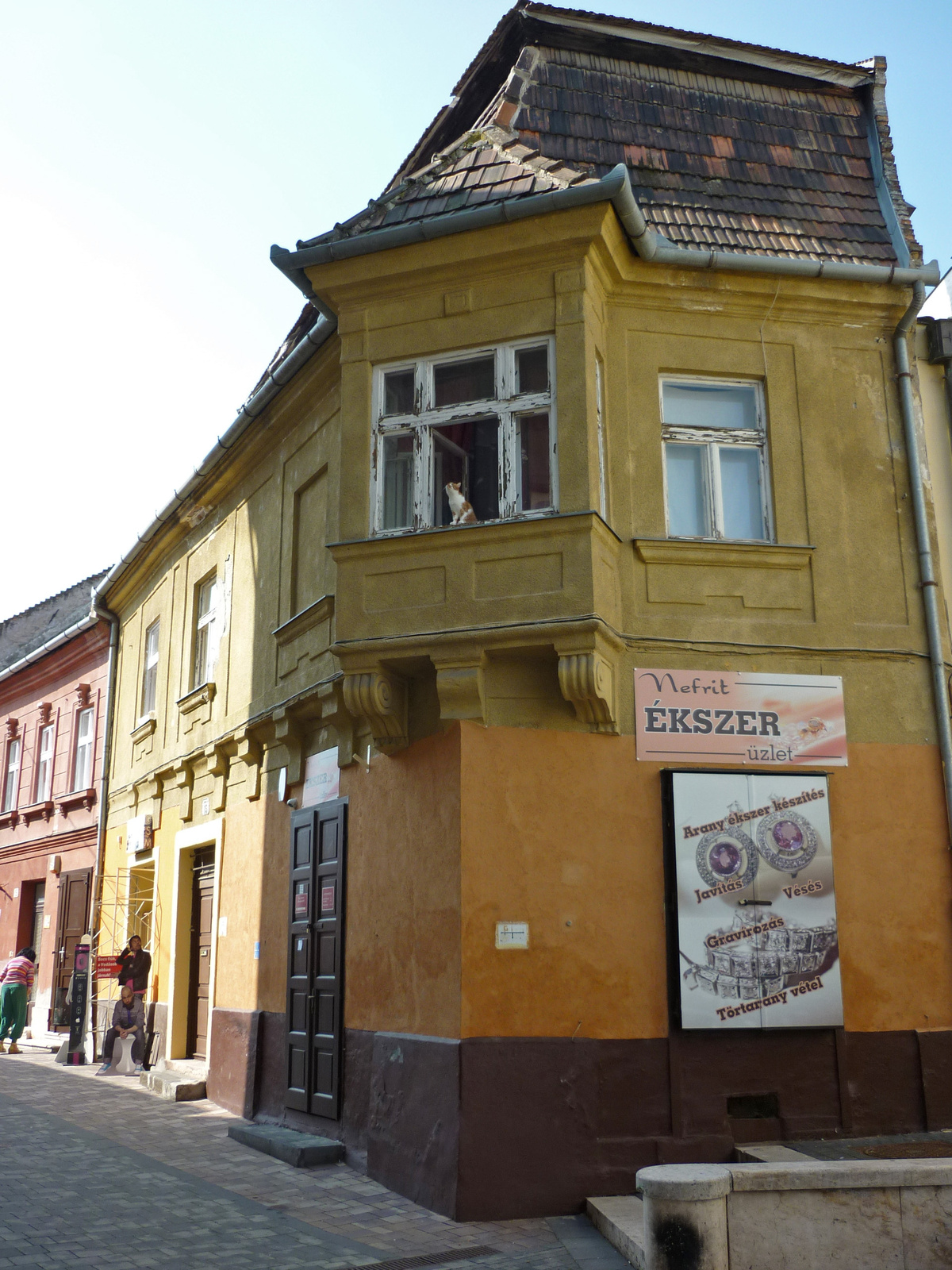
Győr: Elternhaus im Kisfaludy utca Nr. 15, 2011

In Győr wohnten die Schöns im Kisfaludy utca 15 im Zentrum der Stadt, einem damals bürgerlich geprägten Stadtviertel. Die Familie war zweisprachig, deutsch und ungarisch. Mit Beginn des Ersten Weltkriegs rückte Artúr Schön als k. und k. Artillerieoffizier ein und wurde noch 1914 nach Esslingen am Neckar abgeordnet, wo die Maschinenfabrik Esslingen Geschütze lieferte. Tochter Else kam in Esslingen im September 1914 zur Welt. Später kämpfte Artúr Schön an der Front im heutigen Südtirol und kehrte nach dem Krieg nach Győr zurück, wohin seine übrige Familie noch im Kriege zurückgezogen war. Tibor Schön wurde 1924 Bar Mizwah, was er mit Familie, Freunden und Gemeinde in der Großen Synagoge in Budapest feierlich beging.
Nach Abschluss der Schule in Győr 1927 mit Matura wollte Schön studieren. Doch durch den 1920 für Juden in Ungarn eingeführten numerus clausus stand jüdischen Ungarn mit Hochschulreife, anders als Ungarn anderer Bekenntnisse, nur dann ein Studium offen, wenn sie zudem Bestnoten vorweisen konnten oder eine beträchtliche Ablösesumme zahlten. Schöns gute Matura genügte nicht und seine Eltern konnten die Ablöse nicht aufbringen. Glücklicherweise war Schöns Onkel Ignác Brúder (1865–1930), seines Zeichens Verleger in Győr, zur Zahlung in der Lage und bereit.

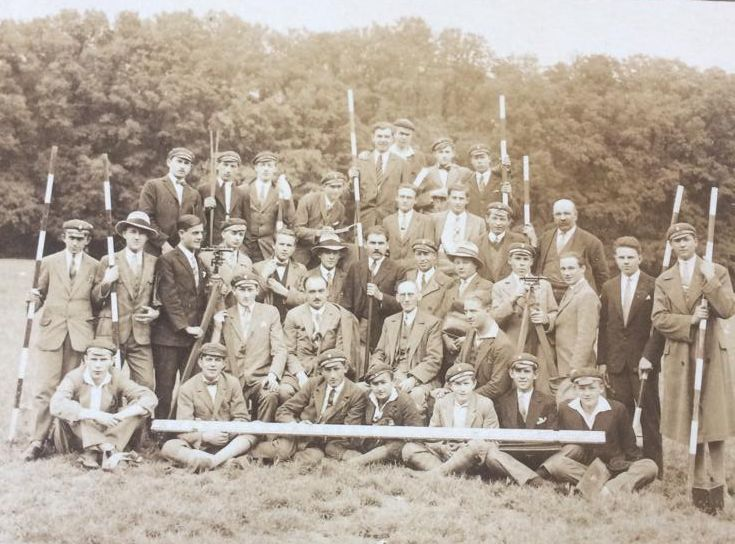
Schön und Kommilitonen posieren mit Fluchtstäben bei Vermessungsübungen außerhalb von Budapest, 1928

So konnte Schön sich an der k. u. Joseph-Universität für Technik und Wirtschaftswissenschaften in Budapest immatrikulieren, um Architektur zu studieren. Zu Beginn des Studiums erlebte Tibor Schön einen gewalttätigen Überfall antisemitischer Kommilitonen am eigenen Leibe. Artúr Schön verwahrte sich daraufhin in seiner Funktion als Weltkriegsveteran und Reserveoffizier beim zuständigen Dekan, woraufhin sich solch ein Vorfall nicht wiederholte. Im Juni 1930 schloss Schön sein Studium mit einem Architektendiplom ab.
Als Student schloss er sich dem Sportverein VAC Budapest an, der zur Makkabi-Weltunion gehörte. Im VAC trat er in Schwimmen und Wasserball an und gewann Schwimmwettkämpfe und Medaillen.

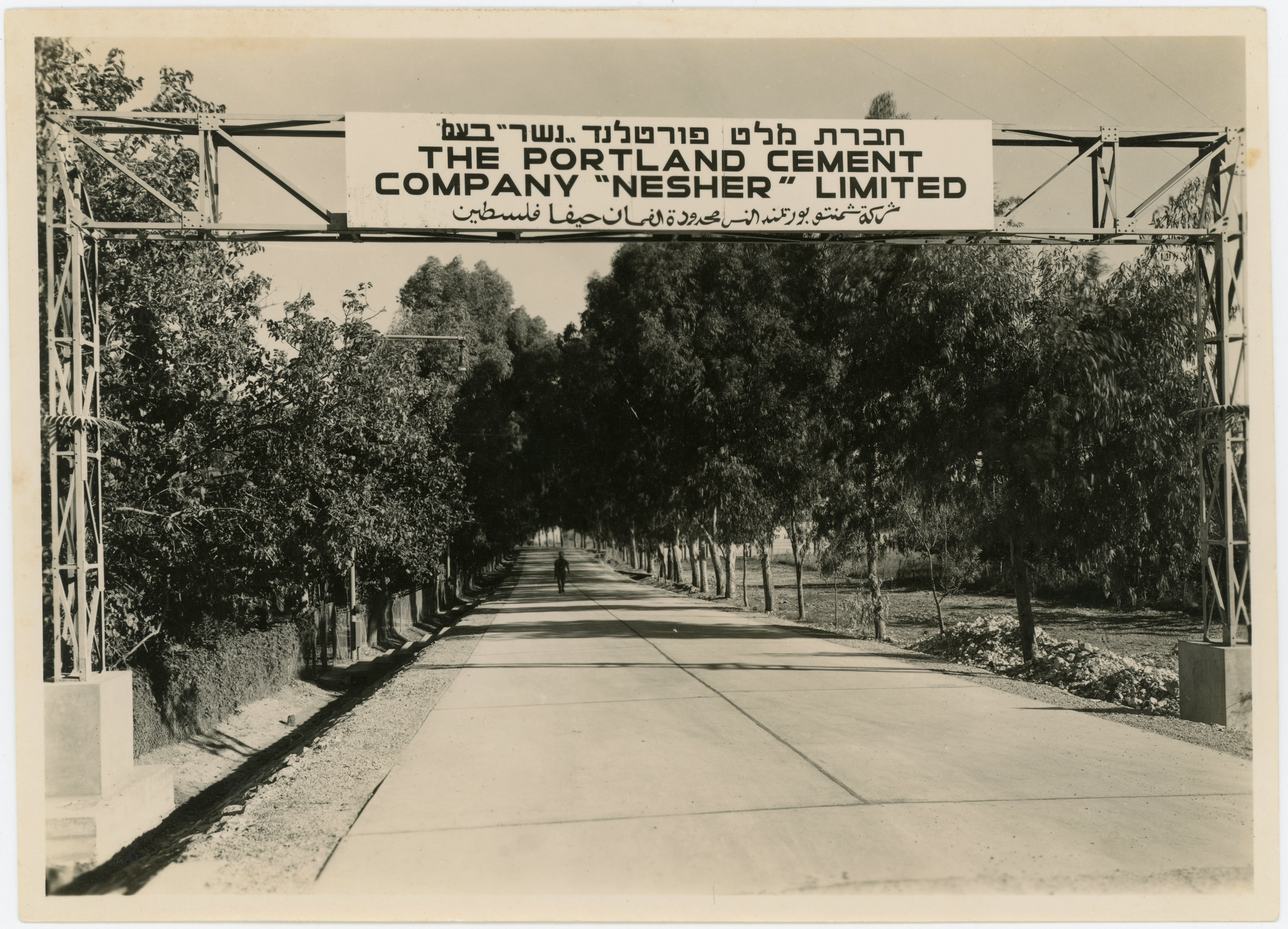
Zementwerk Nescher, 1936: Zufahrt mit Betondecke

### Frühe Berufsjahre
1930 ging er nach Paris, wo sein Bruder, der Musiker, schon seit einem Jahr lebte, um Bautechnik und -stile der Moderne zu studieren. Nach zwei Jahren kehrte er zurück und arbeitete ein halbes Jahr im Architekturbüro von Ferencz Frischmann in Győr und später im Büro von Manó Ádler, wo er sich auf Technik und Bau von Straßenbelägen aus Beton spezialisierte. Wachsender Antisemitismus in Ungarn entfremdete Schön seiner Heimat, so dass er und seine Schwester Else, ebenfalls eine aktive Wassersportlerin, in diesen Jahren den Entschluss fassten, Alijah zu machen.

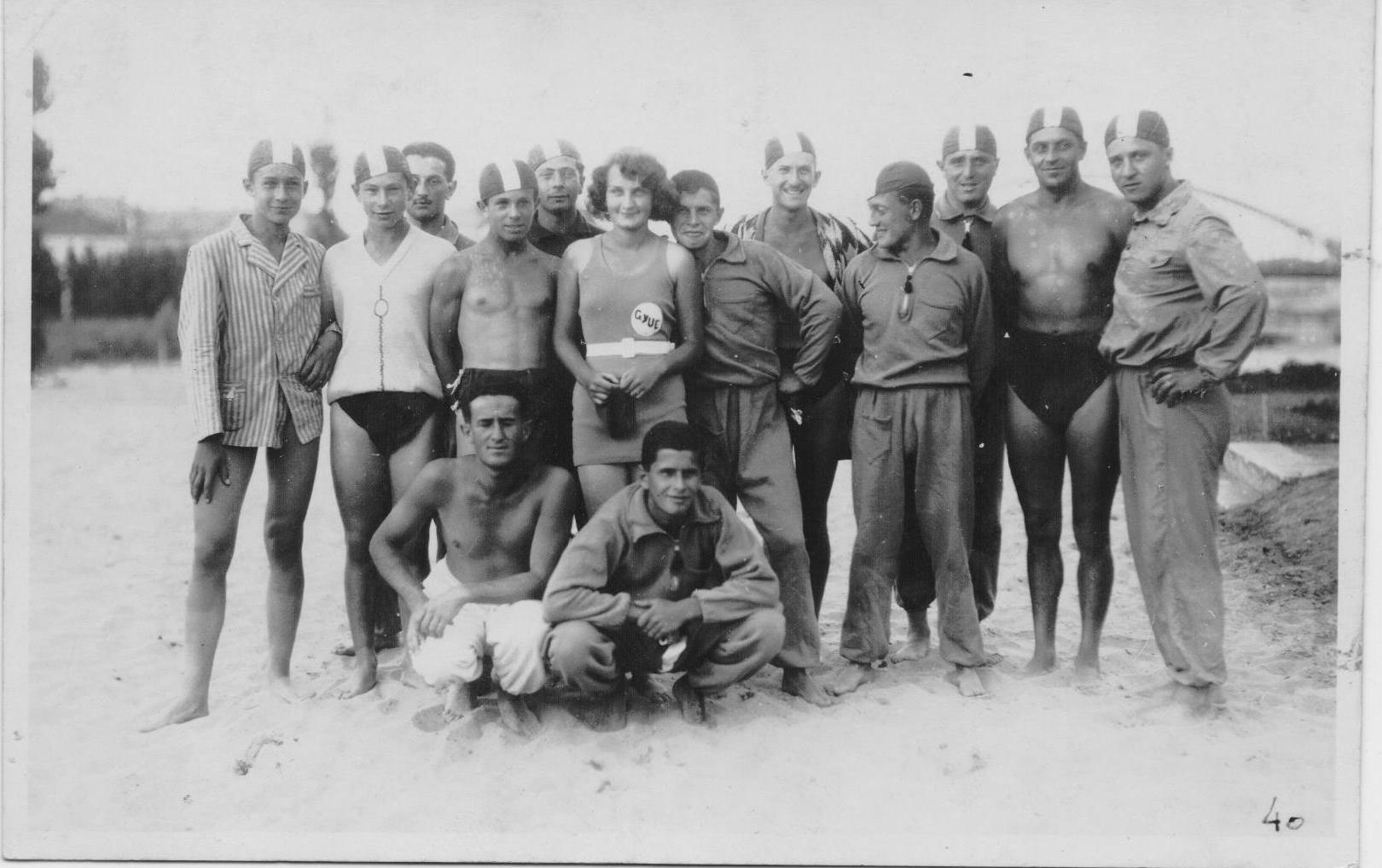
Tibor Schön mit Schwester Else an seiner rechten Seite inmitten des ungarischen Schwimmteams, 1931

### Alijah nach Erez Jisrael

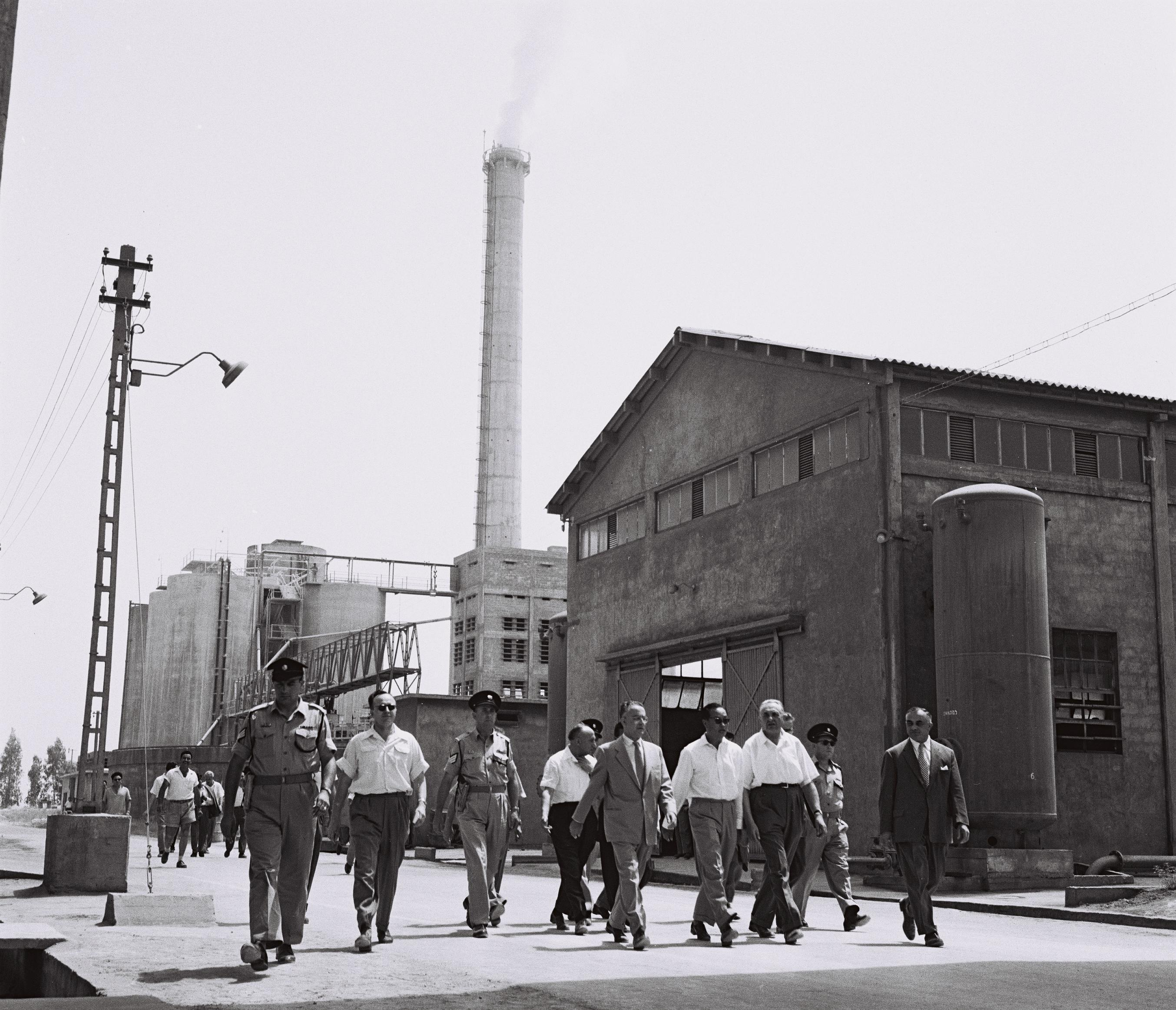
Zementwerk Ramla, 1959

Als eine Abordnung des VAC Budapest, wie auch eine vom SC Hakoah Wien, zu den 1933 erstmals in Haifa ausgetragenen internationalen Schwimmsport-Wettkämpfen ins Britische Mandatsgebiet Palästina (Eretz Jisrael) reiste, um an einem Trainingscamp in Haifa teilzunehmen, gehörten auch die Wassersportler Else und Tibor Schön dazu.
Die Gruppe reiste von Budapest mit dem Zug über Rom nach Neapel, wo sie sich auf der italienischen Vulcania einschifften. Über Messina und Piräus ging es nach Haifa, wo sie am 22. Mai 1933 von Bord gingen. Zunächst nahmen die Geschwister Schön am Trainingscamp am Kischon bei Haifa teil. Als Amateurphotograph dokumentierte Tibor Schön die gesamte Anreise und das Trainingscamp. Als die Wassersportler im Juni 1933 nach Budapest zurückreisten, blieben die Geschwister Schön im Lande, ließen sich in Haifa nieder und fanden ein Logis im Rechov ha-Gidem (heute Rechov Joseph).

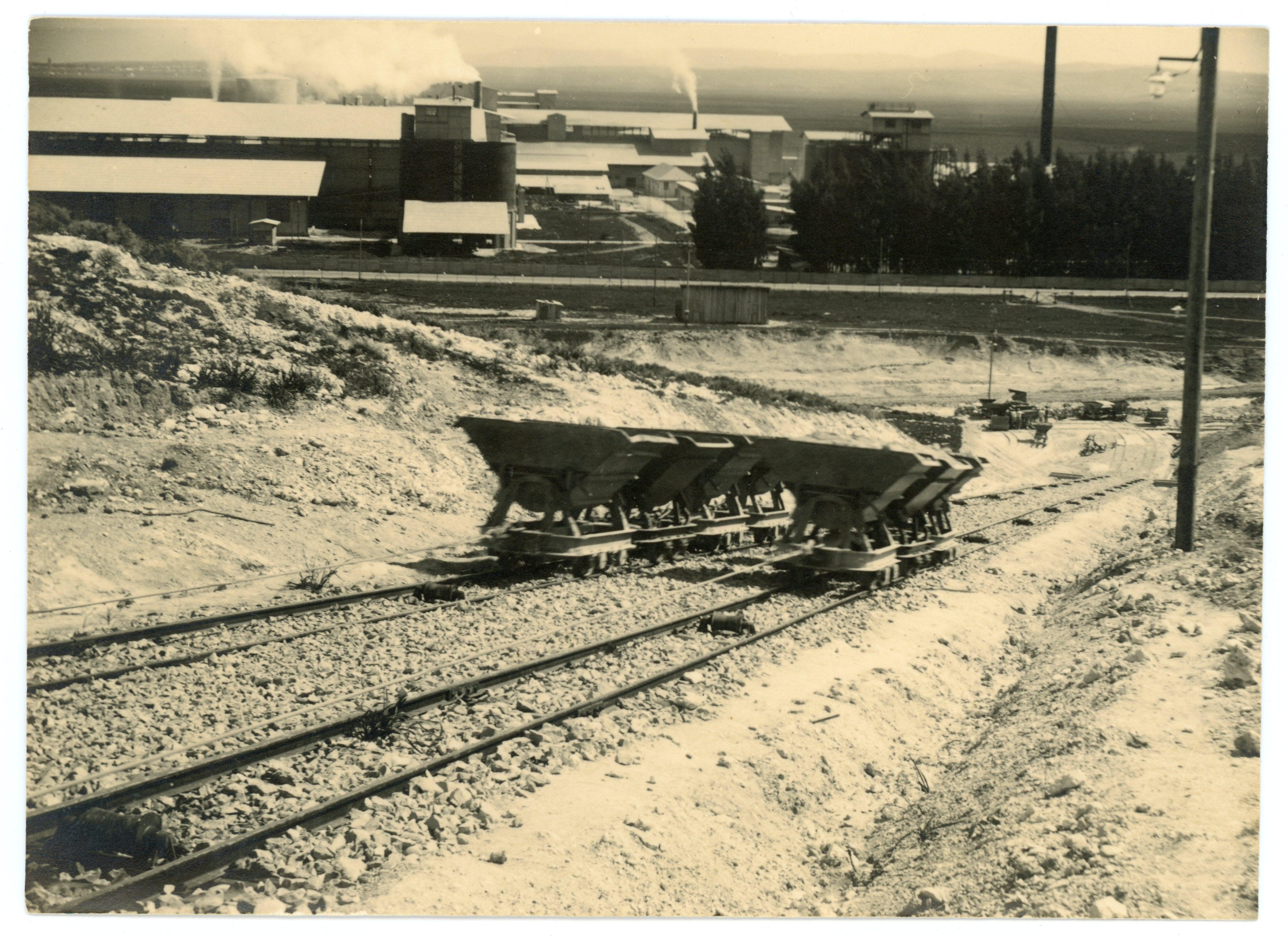
Loren zwischen Kalkbruch und Zementwerk in Nescher, 1937

Zunächst ohne legalen Aufenthalt erlangte Tibor Schön im September 1933 eine Anstellung bei den 1923 gegründeten Zementwerken Nescher (נֶשֶׁר מִפְעָלֵי מֶלֶט יִשְׂרְאֵלִיִּים Nescher Mifʿalej Meleṭ Jisrəʾelijjīm) in dem nach dem Betrieb benannten Ort Nescher nahe Haifa. Die Firma Nescher verschaffte dem begehrten Betonbauexperten einen Aufenthaltstitel fürs Mandatsgebiet. Seine Schwester hatte durch Ehe mit einem palästinensischen Inländer ein Aufenthaltsrecht erworben. Nachdem die Mandatsregierung 1932 die Bauvorschriften dahingehend geändert hatte, dass die Errichtung unverkleideter Betonbauten in Mandatspalästina (mit Ausnahme Jerusalems) zulässig wurde, begann ein Bauboom in Beton, der Neschers Expansion befeuerte. Schön arbeitete auch mit dem aus Wien stammenden Josef Berger in dessen Architekturbüro zusammen.

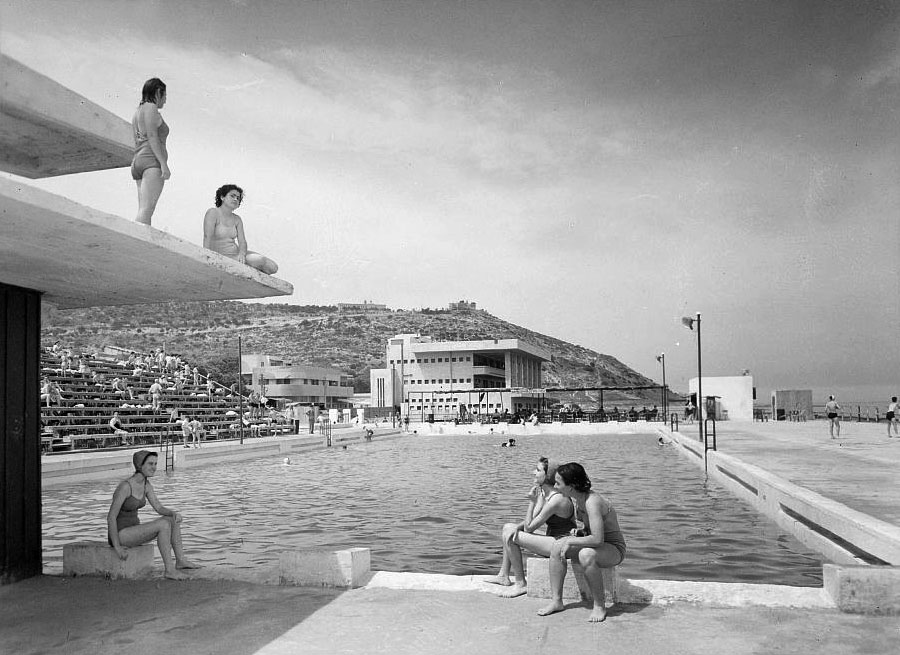
Olympiabad vor Casino und Mönchskarmel Stella Maris auf dem Berge Karmel, 1940er Jahre

Seine sportliche Leidenschaft konnte der herausragende Wassersportler Schön ab 1934 als Mitglied von Maccabi Haifa fortführen und nahm für den Verein an Wettkämpfen teil, wobei er auch Medaillen und Titel gewann. 1934 trainierte Maccabi Haifa noch an der Außenseite des Wellenbrechers des neuen Hafens Haifa. Seit Eröffnung des mit Seewasser gespeisten Olympiabades 1935 trainierte die Maccabi-Mannschaft in dessen 50-Meter-Becken neben dem Casino im Stadtteil Bat Gallim.

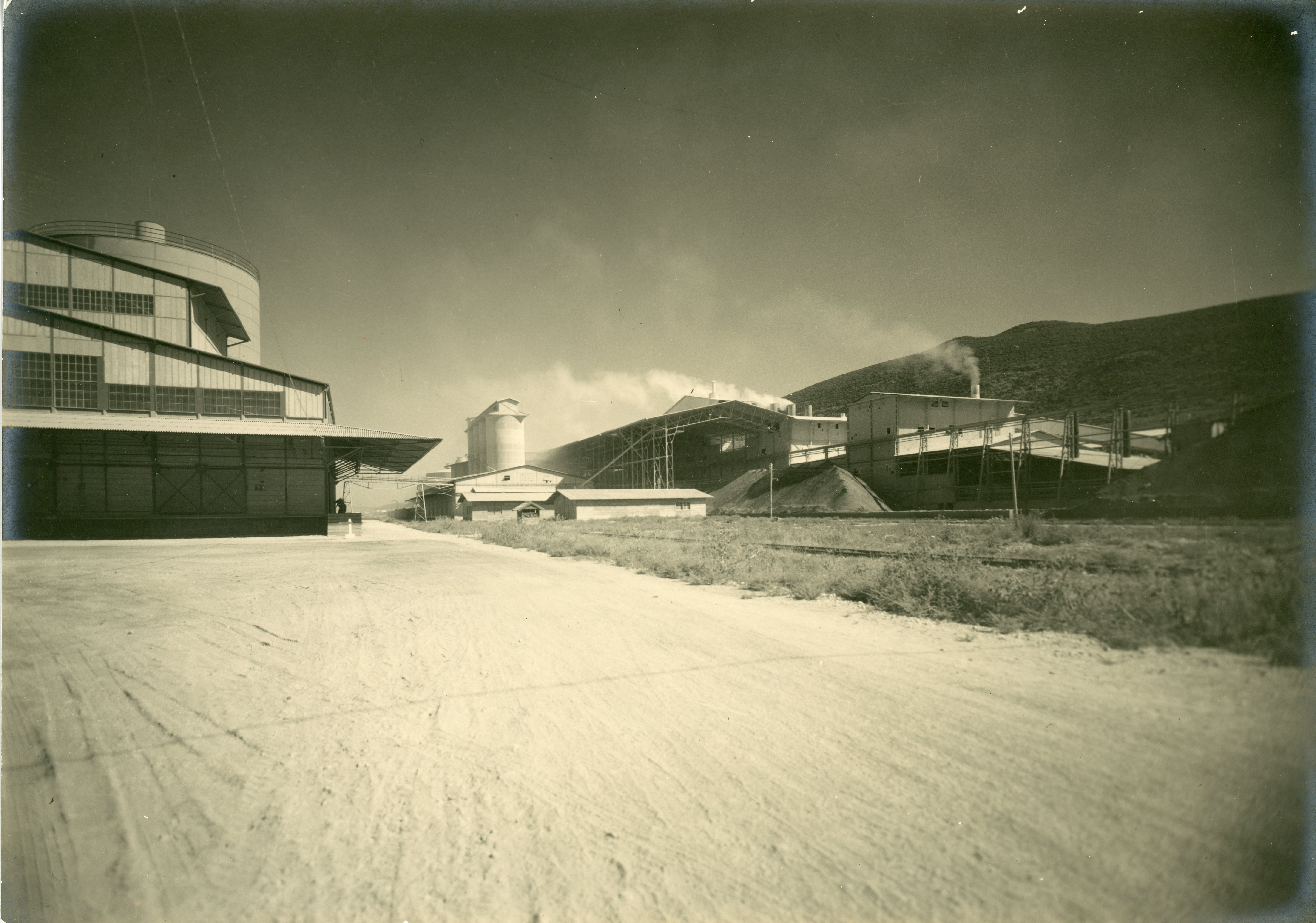
Zementwerk Nescher: Durch Schön erbaute Hallen, 1938

Bei den ersten palästinensischen Landesmeisterschaften 1936, die im Jarkon in Tel Aviv stattfanden, nahm daran Schön als Mitglied von Maccabi Haifa teil. Sportler von Maccabi Haifa gewannen dabei sechs von sieben Wettkämpfen, Schön davon einen, mit 1:31,1° über die Distanz von 100 Metern Brustschwimmen erhielt Schön die Goldmedaille.
Tibor Schön war als Architekt der Nescher für die baulichen Aufgaben der Firma zuständig, unter anderem für den Ausbau des Zementwerks. In Rahmen dieser Tätigkeit erbaute Schön zunächst in Nescher Lagerhallen in Stahlfachwerk. 1939 erweiterte er das Werk in Nescher um einen auf zwei Kalköfen, der anders als der erste, aus Deutschland eingeführte, nicht importiert, sondern nach seinen Plänen im Lande hergestellt wurden. 1959 folgte der dritte Kalkofen.

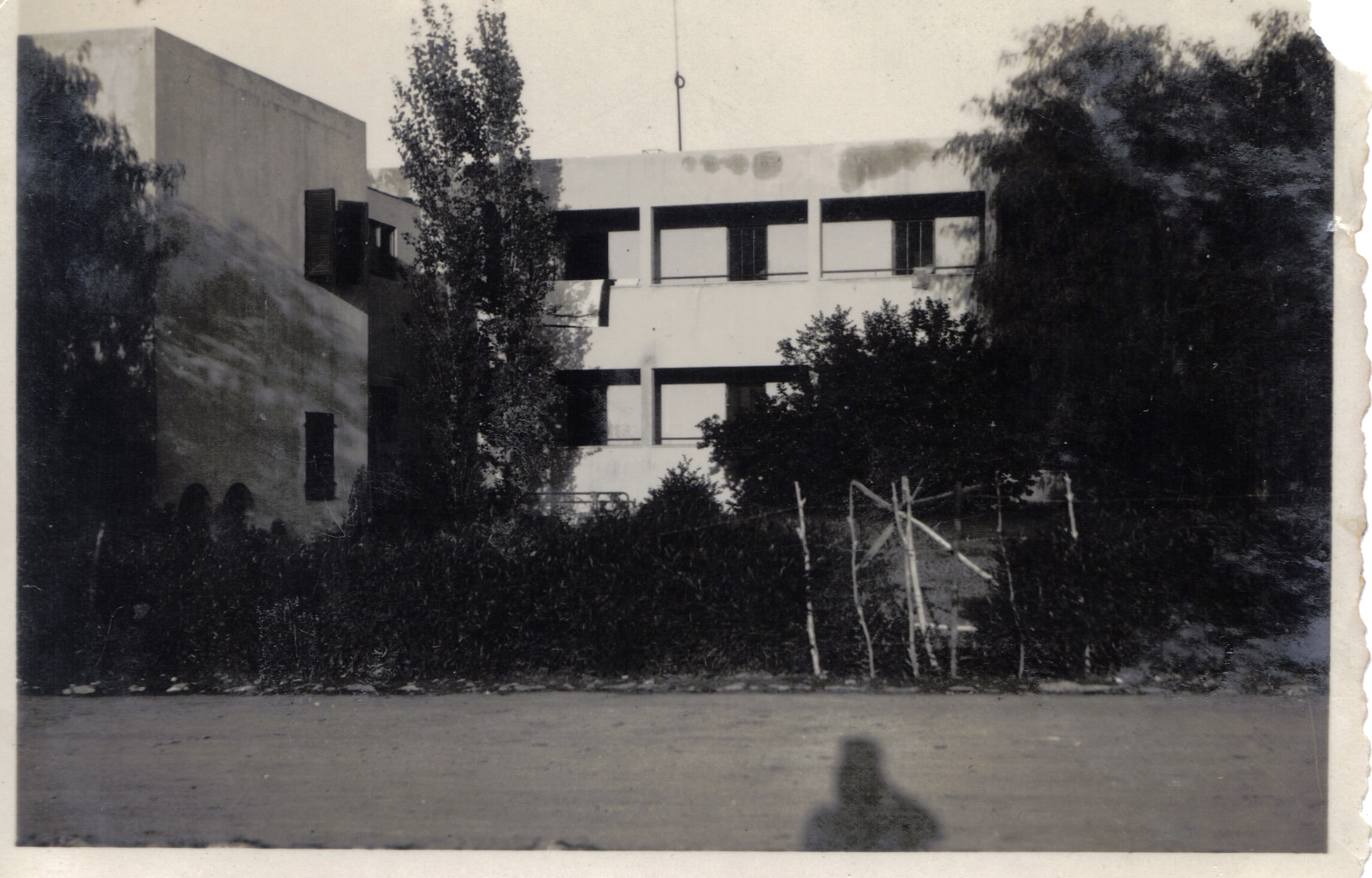
Ludwig-Tietz-Lehrwerkstätte in Jagur, um 1942

In die 1930er Jahre fallen Schöns erste Bauaufsichten. So leitete er in Jagur 1935/1936 den Bau der Ludwig-Tietz-Lehrwerkstätte (בֵּית סֵפֶר לִמְלָאכָה עַל שֵׁם לוּדְבִיג טִיץ Bejt Sefer li-Mlachah Ludwig Tietz) mit Internat, benannt nach Ludwig Tietz (1897–1933), dem verstorbenen stellvertretenden C.-V.-Vorsitzenden. Der Central-Verein (C.-V.) hatte Erich Mendelsohn beauftragt, die Pläne zu entwerfen. In der Ludwig-Tietz-Lehrwerkstätte erlernten 60 deutsche Lehrlinge, die durch die Jugend-Alijah ins Land kamen, einen Beruf. Die Lehrwerkstätte bot vor allem Berufsausbildungen auf dem Gebiet der Baugewerke und verwandter Professionen.
1937 trat Schön zudem in die Wasserballmannschaft von Maccabi Haifa ein. Im Jahr darauf vertrat Schön erstmals sein neues Heimatland auf einem regionalen Schwimmwettkampf in Ägypten. 1939 schwamm Schön für Maccabi Haifa bei Schwimmwettkämpfen der großen Städte Palästinas, Haifa, Rischon leZion, Tel Aviv usw.
Im September 1942 repräsentierten Schön und andere Wassersportler Palästina bei Wettkämpfen gegen Schwimmer im französischen Mandatsgebiet Libanon. Die Libanesen erwiderten den Besuch dann im Oktober 1942 und traten im Olympiabad in Haifa an. Bis 1943 vertrat Schön Maccabi Haifa in Wettkämpfen. Wegen eines Nierenleidens musste sich Schön 1944 operieren lassen und nahm auf Anraten der behandelnden Ärzte nicht mehr an Wettkämpfen teil.

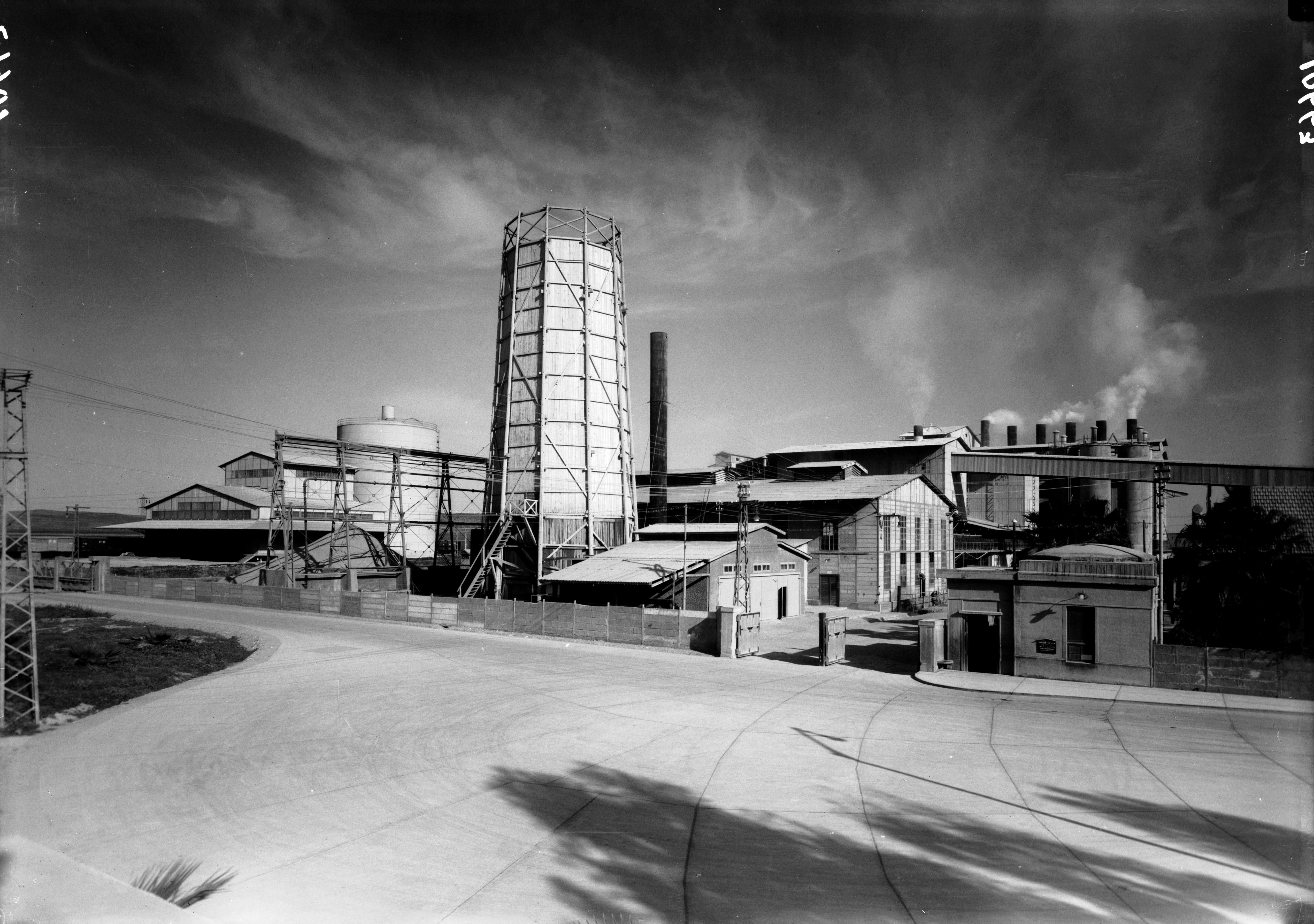
Zementwerk Nescher: Neuer Kalkofen, 1939

Im Bürgerkrieg arabischer gegen jüdische Palästinenser unterbrachen arabische Kombattanten, die vom oberhalb Neschers gelegenen Nachbarort Balad asch-Schaych und Ḥawāssa (حواسة/חוואסה) aus operierten, die Verbindung zwischen Haifa und Nescher, welch letzteres sie beschossen, weshalb sich Ortseinwohner und Belegschaft, darunter Schön, in Häusern bzw. Zementwerk verschanzten. So saß Schön im November 1947 für einige Tage in Nescher fest, danach – bis zum Ende der für jüdische Palästinenser am 21. April 1948 siegreichen Schlacht von Haifa – fuhr er in einem gepanzerten Fahrzeug nach Nescher mit, mittels dessen die Verbindung zwischen Nescher und Haifa aufrechterhalten wurde.

### Spätere Berufsjahre
Schön blieb 20 Jahre Architekt der Zementwerke Nescher bei Haifa. Er leitete zu Beginn der 1950er Jahre die Planung und den Bau (1950–1953) des Zweigwerkes der Nescher in Ramla. Schön war Mitglied des 1921 gegründeten Berufsverbandes Aguddat ha-Īnʤīnerīm we-ha-Archīṭeqṭīm (אֲגֻדַּת הָאִינְגִ׳ינֶרִים וְהָאָרְכִיטֶקְטִים בְּיִשְׂרָאֵל Verband der Ingenieure und Architekten in Israel).

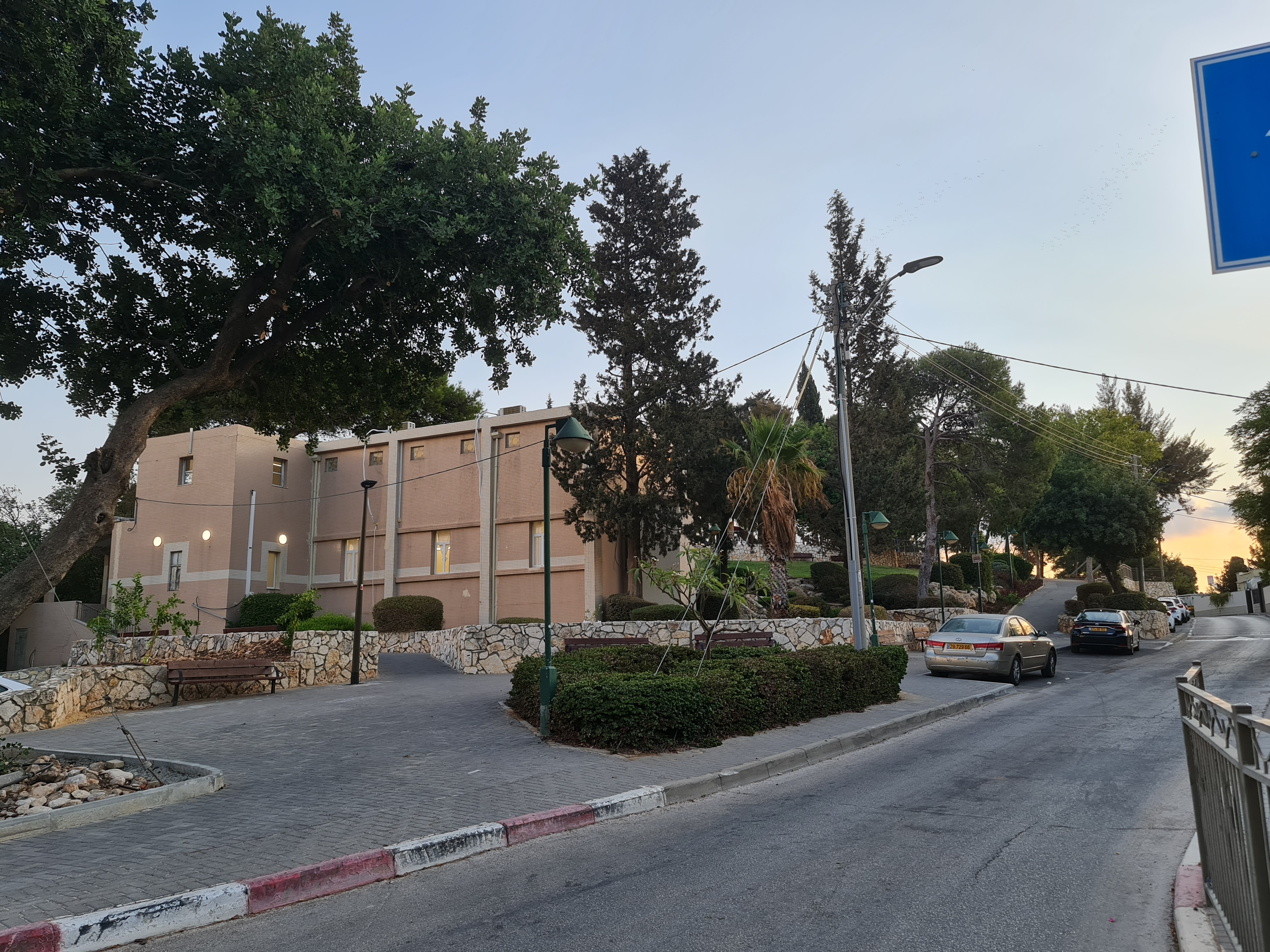
Givʿat Nescher: Synagoge mit Torahnische, 2021

1954 gab Schön seinen Posten bei der Firma Nescher auf und arbeitete zunächst als Stadtbaudirektor der Stadt Nescher, in welcher Funktion er die Synagoge im Stadtteil Givʿat Nescher und eine Miqweh plante und baute. In dieser Zeit nahm er auch erste private Aufträge entgegen und baute Häuser in den Siedlungen Elroʾi (Elroy; אֶלרוֹאִי), Qirjat ʿAmal (קִרְיַת עָמָל) und Qirjat Charoschet (קִרְיַת חֲרוֹשֶׁת; alle drei heute Stadtteile von Qirjat Ṭivʿon). In Kfar Chassidim (כְּפָר חֲסִידִים) und Haifa baute er zusammen mit dem Architekturbüro Schmuʾel Rosoff (1900–1975), Haifa, mehrere Häuser.

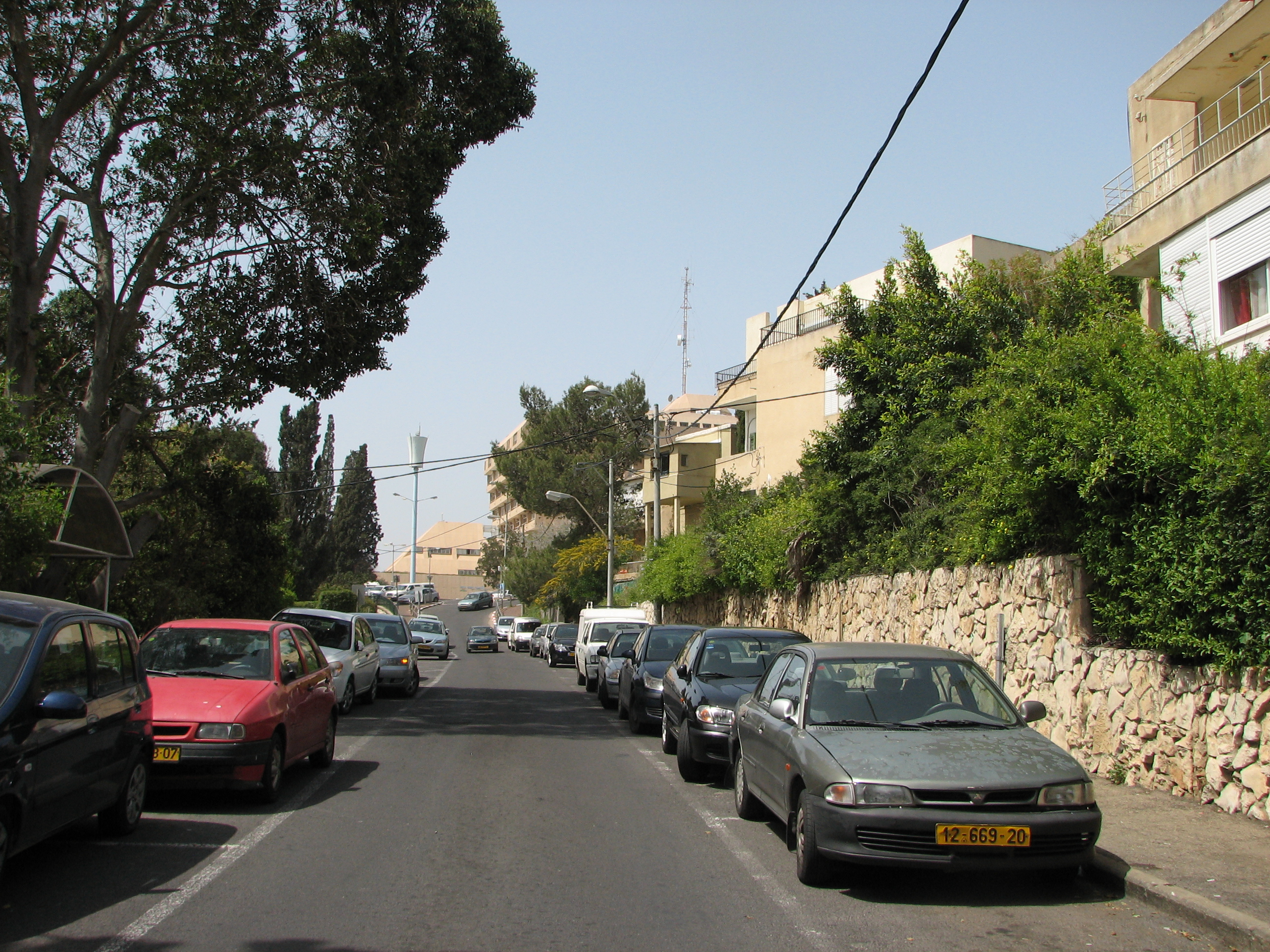
Bauten im Rechov Smolenskin, Haifa

Der Traditionsverein ehemaliger Mitglieder und der Freunde von ha-Schomer beauftragte Schön 1956 in Andenken an diese Organisation ein Veranstaltungs- und Tagungszentrum zu errichten. Schön plante und baute 1956/1957 wie beauftragt in Bejt Saïd (בֵּית זַיִד) besagtes Zentrum, den Bejt Aguddat ha-Schomrim (בֵּית אֲגוּדַּת הַשּׁוֹמְרִים), an dem ihm sehr gelegen war, da er seinen Entwurf und Bau als besonders gelungen erachtete. Auch im arabischen Dorf Furaidis plante und baute er mehrere Häuser in den 1960er und 1970er Jahren. In Haifa baute er Häuser in den Straßen Rechov Morad Samir (רְחוֹב מוֹרָד זָמִיר), Rechov Peretz Smolenskin (רְחוֹב פֶּרֶץ סְמוֹלֶנְסְקִין), Rechov Tel Mane (רְחוֹב תֵּל מָאנֵה), Rechov Jotam (רְחוֹב יוֹתָם), Rechov Einstein (רְחוֹב אַיְינְשְׁטַיְין), Rechov Abba Chuschi (רְחוֹב אַבָּא חוּשִׁי) und im Viertel Givʿat Downes (גִּבְעַת דָּאוּנְס). Im Haifaner Rechov ha-Rofeʾ (רְחוֹב הָרוֹפֵא) plante und baute er das moderne Stadtviertel Schchunat ha-Bahá'íjjim (שְׁכוּנַת הַבָּהָאִיִּים).

Bejt Aguddat ha-Schomrim in den 1960er Jahren

### Familie
Nachdem Else Schön geheiratet und Tibor Schön sich beruflich etabliert hatte, verlobte er sich im Dezember 1936 mit Anna (Channah) Grünberg (1912–1978) aus Schotsen, Bukowina. Im Februar 1937 heirateten die beiden und hatten im Laufe der Jahre zwei Töchter, 1938 Judith und 1943 Mira. Ilona Schön besuchte ihre Kinder und deren Familien 1937. Ilona und Artúr Schön wurden 1944 verschleppt und gleich nach Ankunft im KZ Auschwitz am 18. Juni 1944 ermordet, wie die Angehörigen 1946 erfuhren. 1965 besuchten Schön und seine Gattin auf Einladung der Jüdischen Gemeinde Győrs, von deren einst 5'700 Mitgliedern im Jahre 1946 noch 780 am Ort lebten, seine Geburtsstadt und nahmen an der Einweihung des Mahnmals für die Opfer der Schoah aus Győr auf dem örtlichen jüdischen Friedhof teil.
Tibor und Channah Schön lebten im Rechov Jala"g 1 (רְחוֹב יָלָ״ג), dann im Rechov Geʾullah 27 (רְחוֹב גְּאֻלָּה) und schließlich im Rechov Pevsner 36 (רְחוֹב פֶּבְזְנֶר), alle in der Haifaner Gartenstadt Hadar ha-Carmel (הָדָר הַכַּרְמֶל). In den frühen 1960er Jahren zog er mit Familie auf den Berg Carmel in Haifa ins eigene, selbst entworfene und erbaute zweistöckige Haus mit Garten, den er mit Freuden gestaltete. Schön starb am 11. April 1984 zu Hause im 72. Lebensjahr und wurde auf dem Friedhof Kfar Samir (בֵּית הָעַלְמִין שְׂדֶה יְהוֹשֻׁעַ בְּכְּפָר סָמִיר) am südlichen Carmelhang an der Seite seiner Frau beigesetzt.

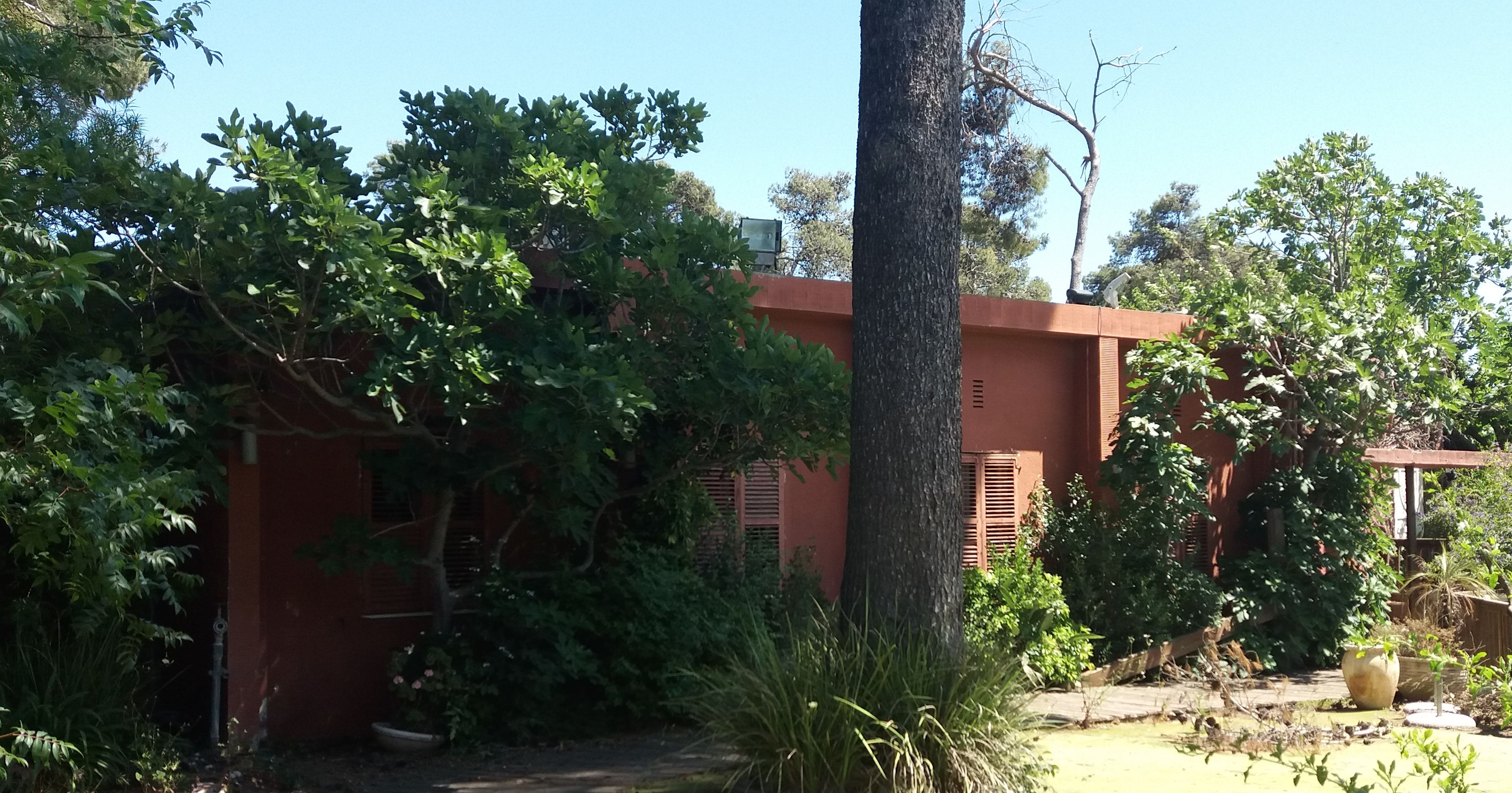
Bejt Aguddat ha-Schomrim in Bejt Saïd, 2018

## Werke (Auswahl)
- Bejt ha-Schomrim in Bejt Saïd, 1957
- Synagoge in Givʿat Nescher (zur Stadt Nescher), 1953
- Kalköfen Nescher
- Zementwerk Ramla in Ramla
- Lorenbahn vom Zementwerk in Nescher zu Kalkbrüchen am Carmel

## Bibliographie
- Uri Jaron (אוּרִי יָרוֹן), יוֹבֵל הַ50 ... 1929–1976 / אֲגֻדַּת מַכָּבִּי חֵיפָה - מַחְלֶקֶת הַשְּׂחִיָּה וְהַכַּדּוּר מַיִם, Haifa: הָאֲגֻדָּה, 5736Jüd. Kal. (Greg. Kal.: Ab 6. September 1975 bis 24. September 1976)
- Uri Jaron, יוֹבֵל 90 לְמַכָּבִּי חֵיפָה 2002–1912, Haifa: הוֹצָאַת מַכָּבִּי חֵיפָה - כַּרְמֶל, 2006
- Zur Eröffnung der Ludwig Tietz Lehrwerkstätte in Jagur, Reichsvertretung der Juden in Deutschland (Hrsg.), Berlin: Lichtwitz, 1937.